# فانی لوکونن

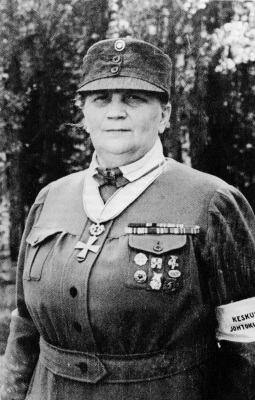
فانی لوکونن

فانی لوکونن (۱۳ مارس ۱۸۸۲–۲۷ اکتبر ۱۹۴۷) رهبر لوتا سوارد یک سازمان داوطلبانه فنلاندی برای زنان بود.
فانی لوکونن در اولو به دنیا آمد. او در سال ۱۹۲۹ به عنوان رهبر لوتا سورد انتخاب شد. در طول مدیریت طولانی او، اعضای این سازمان به ۲۳۲۰۰۰ عضو افزایش یافت، که در نوع خود بزرگ‌ترین سازمان زنان در فنلاند و حتی در جهان برشمرده می‌شود.

## پیشینه
او از سوی مارشال مانرهایم در ژوئن ۱۹۴۰ نشان صلیب آزادی درجه یک با شمشیر را دریافت کرد. لوکونن اولین زنی بود که این نشان افتخار را به دست آورد.
او همچنین در سال ۱۹۴۳ نشان عقاب آلمانی با ستاره را دریافت کرد. او تنها زن غیر آلمانی بود که به این مدال رسید. با پایان یافتن جنگ پس‌آیند، اتحاد جماهیر شوروی خواستار انحلال لوتا سورد، همراه با گارد سفید (فنلاند) شد.
در مسابقه (بزرگ‌ترین فنلاندی‌ها) (مشابه ۱۰۰ بریتانیایی کبیر) فانی لوکونن رتبه ۴۴ را بدست آورد. لوکونن در ۶۵ سالگی در هلسینکی درگذشت.